# Thesium robynsii
Thesium robynsii är en sandelträdsväxtart som beskrevs av André Gilles Célestin Lawalrée. Thesium robynsii ingår i släktet spindelörter, och familjen sandelträdsväxter. Inga underarter finns listade i Catalogue of Life.